# São Salvador de Souto
São Salvador de Souto ist ein Ort und eine ehemalige Gemeinde (Freguesia) im Norden Portugals.
São Salvador de Souto gehört zum Kreis Guimarães im Distrikt Braga. Die Gemeinde hatte eine Fläche von 5 km² und 835 Einwohner (Stand 30. Juni 2011). Die Gemeinde ist nur gering urbanisiert.
Am 29. September 2013 wurden die Gemeinden Souto (São Salvador), Souto (Santa Maria) und Gondomar zur neuen Gemeinde União das Freguesias de Souto Santa Maria, Souto São Salvador e Gondomar zusammengeschlossen.